# Andrij Chrypta
Andrij Ivanovytsj Chrypta (Oekraïens: Андрій Іванович Хрипта) (Znamianka, 29 november 1986) is een Oekraïens voormalig professioneel wielrenner.
In 2016 nam Chrypta deel aan de wegwedstrijd op de Olympische Spelen in Rio de Janeiro, maar reed deze niet uit.

## Palmares

### Overwinningen
2012
2e etappe Sibiu Cycling Tour (ploegentijdrit)
2013
Eindklassement Grote Prijs van Adygea
Proloog Ronde van Roemenië (ploegentijdrit)
2015
Grote Prijs ISD

### Resultaten in voornaamste wedstrijden
| Jaar |  | WK op de weg |
| ---- |  | ------------ |
| 2013 |  | opgave       |
| 2014 |  | 93e          |
| 2015 |  | opgave       |

## Ploegen
- 2011 –  Kolss Cycling Team (vanaf 1 juni)
- 2012 –  Kolss Cycling Team
- 2013 –  Kolss Cycling Team
- 2014 –  Kolss Cycling Team (vanaf 5 juni)
- 2015 –  Kyiv Capital Racing
- 2016 –  Kolss-BDC Team